# Светиково
Светиково — село Новоусадебского сельского поселения Комсомольского района Ивановской области России.

## География
Село расположено в 13 км на запад от районного центра — города Комсомольска, в 58 км от областного центра — города Иваново, в 114 км — от соседнего областного центра — города Костромы.

## Население
| 1859 | 1897 | 1905 | 2010 |
| ---- | ---- | ---- | ---- |
| 402  | ↗576 | ↘550 | ↘222 |

## История
История cела восходит к первой половине XVI века. Первоначально — вотчина Гриди Светикова, епархиального пристава Спасо-Евфимиева монастыря Суздальской епархии. По сведениям историка С. Б. Веселовского — пристав Светиков Гридя, упомянут под 1503 год в Суздале. Во второй половине XVI в. суздальские помещики Светиковы пожертвовали свои землевладения Спасо-Евфимиеву монастырю. Монастырской вотчиной Светиково оставалось до 1764 года.
По сведениям Центрального статистического комитета Министерства внутренних дел 1859 года: «Владимирской губернии, Суздальского уезда, II-го стана, Светиково — село казённое; при безымянной речке; расстояние в верстах от уездного центра — 68, от становой квартиры — 18; дворов — 51, жителей мужского пола — 179 чел., женского — 223 чел. Церковь православная — 1».
В конце XIX — начале XX вв. село Светиково имело статус волостного центра Румянцевской волости Суздальского уезда Владимирской губернии. В волостном центре имелось: земская 1-классная школа, почтовое отделение, фельдшерский пункт, лавка, торгующая хлебом и колониальными (импортными) товарами.
С 1929 года с. Светиково — центр Светиковского сельсовета Тейковского района Ивановской Промышленной области; с 1932 года — в составе Комсомольского района Ивановской области. C 2005 года  — в составе Новоусадебского сельского поселения Комсомольского района.

## Православная церковь
Согласно документам XVIII века в Светикове существовала деревянная церковь во имя Святителя и Чудотворца Николая.  
В 1804 году на средства прихожан, вместо обветшавшей Николаевской церкви была заложена и построена каменная пятиглавая церковь — в честь Тихвинской иконы Божьей Матери, с придельным престолом во имя Святителя и Чудотворца Николая — освящённая в 1813 году. Впоследствии — в 1820 году церковь была расширена и в ней устроен тёплый придел с престолом — Богоявления Господня. В этом виде Тихвинская церковь существовала до 1870 года.
В 1864 году была заложена другая каменная церковь — в честь Богоявления Господня, освящённая в 1870 году. В 1875 году в Богоявленской церкви прихожанами из д. Новой устроен придел с престолом — Покрова Пресвятой Богородицы, а в 1877 году прихожанами д. Рязанки другой предел — Успения Божьей Матери.
По сведениям 1893 года приход состоял из жителей села Светиково (91 двор) и деревень: Поповка, Рождественно, Новая, Рязанка — число дворов в приходе 271, жителей мужского пола — 800 чел., женского — 905 чел..
Антирелигиозная политика советской власти привела к закрытию церкви. С 1940 года храм — без священника и прихожан; ныне в полуразрушенном виде.

## Достопримечательности
- Храмовый комплекс: Церковь Богоявления — памятник сельского культового зодчества 3-й четв. XIX в., построенная в русско-византийском стиле в 1864—1870 гг. и церковь Тихвинской иконы Божией Матери (1804—1813), ныне полуразрушенные[14].
- Мемориал — памятник, сооружённый в 1972 году в память Великой Отечественной войне 1941—1945 гг., c обелиском и шестью гранитными плитами. На стелах выгравированы 189 имён жителей близлежащих деревень: Бугрино, Губцево, Доманцево, Кочкарово, Ново-Полянка, Поповка, Рельницы, Рождественно, Рязанка, Савино, Семьюново и сёл Светиково и Румянцево, погибших или пропавших без вести в боях за Родину, и внесённых в «Книгу памяти Ивановской области»[15].

## Известные уроженцы и жители
- Додонова Агриппина Александровна (25.06.1921 – 07.12.2009) —  участник Великой Отечественной войны; директор Ивановского областного историко-краеведческого музея (1962–1978). Заслуженный работник культуры РСФСР (1975), почётный гражданин города Иваново (1996)[16][17].
- Емельянов Виталий Андреевич (08.03.1924 – 24.02.2009) —  слесарь 5-го разряда Ивановского машиностроительного завода «АВТОКРАН»; кавалер ордена Трудового Красного Знамени (1966), ордена Ленина (1974), Герой Социалистического Труда (1970)[18].
- Сокольский Михаил Герасимович (1829 – 1890) — протоиерей, священник Тихвинской церкви села Светиково с 1858 по 1890 годы, основатель первой в селе церковно-приходской школы; кавалер ордена Святой Анны 3-й степени (1872)[19].